# Катаиб Ибад ар-Рахман
Катаиб Ибад ар-Рахман (араб. كتاب عبد الرحمن‎: Бригада слуг Всемилостивого) — чеченская проичкерийская суннитская боевая фракция, участвующая в гражданской войне в Сирии. Согласно данным СМИ, является составной частью группировки «Хайят Тахрир аш-Шам». По заявлению руководства фракции, действует самостоятельно на стороне сирийской оппозиции, сохраняя нейтралитет.

## История
В 2013 году отделилась от террористической организации «Имарат Кавказ» из-за разногласий между её лидерами и Доку Умаровым. Первоначальное название «Джамаат Тархана». Базируется в провинции Идлиб и в горных районах провинции Латакия. Основателем и первым амиром является известный полевой командир Тархан Газиев, принимавший участие в обеих чеченских войнах.
Сам Газиев временно не может принимать участие в войне, поскольку находится на территории Турции, в связи с этим в качестве главного амира Катаибы в Сирии действует его наиб (заместитель) и по совместительству военный-амир «Ибад ар-Рахман» — Умар Шишани, участвовавший в боевых действиях против федеральных сил на территории Чечни с 2007 по 2012 год.
Группа боевиков состоит в основном из выходцев Чеченской Республики, и, по некоторым данным, является частью «Хайят Тахрир аш-Шам», хотя руководство группировки заявляло о сохранении нейтралитета. Была основана в 2012 году в ходе гражданской войны в Сирии для координации действий против правительства Башара Асада.

## Амиры
- Тархан Газиев — старший амир.
- Умар Шишани — амир.
- Зумсо аш-Шишани — амир, до конца 2014 года.